# Isaac P. Walker
Isaac Pigeon Walker, född 2 november 1815 nära Wheeling, Virginia (nuvarande West Virginia), död 29 mars 1872 i Milwaukee, Wisconsin, var en amerikansk demokratisk politiker. Han representerade delstaten Wisconsin i USA:s senat 1848-1855.
Walker studerade juridik och inledde 1834 sin karriär som advokat i Springfield, Illinois. Han var elektor för Martin Van Buren i presidentvalet i USA 1840. Han flyttade 1841 till Wisconsinterritoriet och fortsatte att arbeta som advokat. Han var ledamot av Wisconsinterritoriets lagstiftande församling 1847-1848.
När Wisconsin 1848 blev delstat, valdes Henry Dodge och Walker till de två första senatorerna. Walker omvaldes 1849. Han efterträddes 1855 som senator av Charles Durkee. Walker var verksam som jordbrukare i Waukesha County och återvände sedan igen till arbetet som advokat i Milwaukee.
Walkers grav finns på Forest Home Cemetery i Milwaukee.